# Lifetime (canal TV)
Lifetime este un canal de televiziune prin cablu american de bază care face parte din Lifetime Entertainment Services, o subsidiară a A&E Networks, care este deținută în comun de Hearst Communications și The Walt Disney Company. Prezintă programare orientate către femei sau cu femei în roluri principale. În noiembrie 2023, Lifetime era disponibil pentru aproximativ 63.000.000 de gospodării cu televiziune cu plată din Statele Unite ale Americii, în scădere față de vârful din 2011 de 100.000.000 de gospodării.
Până în noiembrie 2023, Lifetime a strâns nominalizări pentru 63 de premii Emmy, 8 premii Globul de Aur și 20 de premii Premii ale Asociației Criticilor de Film.
Canale online: Frndly TV, Philo, Sling TV, Vidgo, Hulu Live TV.

## Istorie
Au fost două canale de televiziune care au precedat Lifetime în forma sa actuală. Daytime, numit inițial BETA, a fost lansat în martie 1982 de Hearst-ABC Video Services. Serviciul de cablu a funcționat patru ore pe zi în zilele lucrătoare. Serviciul s-a concentrat pe programe alternative pentru femei. În anul următor, Cable Health Network a fost lansat ca un canal cu normă întreagă în iunie 1982, cu o serie de programe legate de sănătate.
Lifetime a fost înființat la 1 februarie 1984, ca rezultat al fuziunii dintre Hearst/ABC's Daytime și Viacom's Cable Health Network.